# Schiahorn
Schiahorn är en bergstopp i Schweiz.   Den ligger i regionen Prättigau/Davos och kantonen Graubünden, i den östra delen av landet, 180 km öster om huvudstaden Bern. Toppen på Schiahorn är 2 709 meter över havet, eller 180 meter över den omgivande terrängen. Bredden vid basen är 0,06 km.
Terrängen runt Schiahorn är bergig österut, men västerut är den kuperad. Närmaste större samhälle är Davos, 2,4 km sydost om Schiahorn. 
I omgivningarna runt Schiahorn växer i huvudsak blandskog. Runt Schiahorn är det ganska glesbefolkat, med 40 invånare per kvadratkilometer.